# Phytomyza spondylii
Espèce
Phytomyza spondylii est une espèce d'insectes diptères dont les larves sont des mineuses dans les feuilles de la grande berce.